# Бад-Файльнбах
Бад-Файльнбах (нім. Bad Feilnbach) — громада в Німеччині, розташована в землі Баварія. Підпорядковується адміністративному округу Верхня Баварія. Входить до складу району Розенгайм.
Площа — 57,48 км2. Населення становить 8174 ос. (станом на 31 грудня 2020).